# Being Mary Jane/Episodenliste

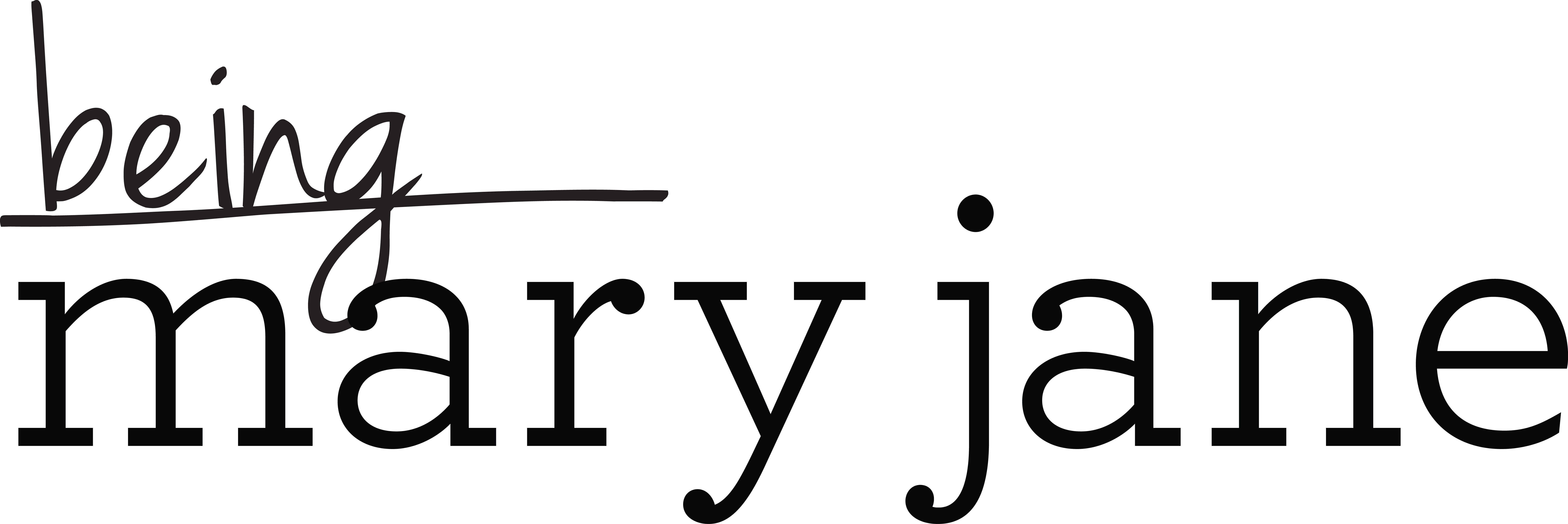
Logo zur Serie

Diese Episodenliste enthält alle Episoden der US-amerikanischen Dramaserie Being Mary Jane, sortiert nach der US-amerikanischen Erstausstrahlung. Die Fernsehserie umfasst derzeit vier Staffeln mit 51 Episoden.

## Übersicht
| Staffel | Episodenanzahl | Erstausstrahlung USA | Erstausstrahlung USA | Deutschsprachige Erstausstrahlung | Deutschsprachige Erstausstrahlung |
| Staffel | Episodenanzahl | Staffelpremiere      | Staffelfinale        | Staffelpremiere                   | Staffelfinale                     |
| ------- | -------------- | -------------------- | -------------------- | --------------------------------- | --------------------------------- |
| Pilot   | 1              | 2. Juli 2013         | 2. Juli 2013         |                                   |                                   |
| 1       | 8              | 7. Januar 2014       | 25. Februar 2014     |                                   |                                   |
| 2       | 12             | 3. Februar 2015      | 21. April 2015       |                                   |                                   |
| 3       | 10             | 20. Oktober 2015     | 15. Dezember 2015    |                                   |                                   |
| 4       | 20             | 10. Januar 2017      | 19. September 2017   |                                   |                                   |

## Pilot
Die Pilotfolge der Serie wurde am 2. Juli 2013 auf BET gesendet.
| Nr. (ges.) | Nr. (St.) | Deutscher Titel | Originaltitel | Erstausstrahlung USA | Deutschsprachige Erstausstrahlung (—) | Regie      | Drehbuch        | Zuschauer (USA) |
| ---------- | --------- | --------------- | ------------- | -------------------- | ------------------------------------- | ---------- | --------------- | --------------- |
| 1          | 1         | —               | Pilot         | 3. Juli 2013         | —                                     | Salim Akil | Mara Brock Akil | 4,01 Mio.       |

## Staffel 1
Die Erstausstrahlung der ersten Staffel war vom 7. Januar bis zum 25. Februar 2014 auf dem US-amerikanischen Fernsehsender BET zu sehen. Eine deutschsprachige Erstausstrahlung wurde noch nicht gesendet.
| Nr. (ges.) | Nr. (St.) | Deutscher Titel | Originaltitel             | Erstausstrahlung USA | Deutschsprachige Erstausstrahlung (—) | Regie      | Drehbuch                           | Zuschauer (USA) |
| ---------- | --------- | --------------- | ------------------------- | -------------------- | ------------------------------------- | ---------- | ---------------------------------- | --------------- |
| 2          | 1         | —               | Storm Advisory            | 7. Jan. 2014         | —                                     | Salim Akil | Jessica Mecklenburg                | 3,32 Mio.       |
| 3          | 2         | —               | Girls Night In            | 14. Jan. 2014        | —                                     | Salim Akil | Mara Brock Akil                    | 2,77 Mio.       |
| 4          | 3         | —               | The Huxtables Have Fallen | 21. Jan. 2014        | —                                     | Salim Akil | Devon Greggory                     | 2,58 Mio.       |
| 5          | 4         | —               | Mixed Messages            | 4. Feb. 2014         | —                                     | Salim Akil | Erica L. Anderson                  | 2,69 Mio.       |
| 6          | 5         | —               | Exposed                   | 11. Feb. 2014        | —                                     | Salim Akil | Erika Graham                       | 2,47 Mio.       |
| 7          | 6         | —               | Hindsight is 20/40        | 18. Feb. 2014        | —                                     | Salim Akil | Erica L. Anderson                  | 2,92 Mio.       |
| 8          | 7         | —               | Blindsided                | 25. Feb. 2014        | —                                     | Salim Akil | Jessica Mecklenburg & Erika Graham | 2,58 Mio.       |
| 9          | 8         | —               | Uber Love                 | 25. Feb. 2014        | —                                     | Salim Akil | Mara Brock Akil                    | 3,23 Mio.       |

## Staffel 2
Die Erstausstrahlung der zweiten Staffel wurde vom 3. Februar bis zum 14. April 2015 auf dem US-amerikanischen Fernsehsender BET ausgestrahlt. Eine deutschsprachige Erstausstrahlung wurde noch nicht gesendet.
| Nr. (ges.) | Nr. (St.) | Deutscher Titel | Originaltitel                                | Erstausstrahlung USA | Deutschsprachige Erstausstrahlung (—) | Regie       | Drehbuch                                                    |
| ---------- | --------- | --------------- | -------------------------------------------- | -------------------- | ------------------------------------- | ----------- | ----------------------------------------------------------- |
| 10         | 1         | —               | People in Glass Houses Shouldns t Throw Fish | 3. Feb. 2015         | —                                     | Salim Akil  | Mara Brock Akil                                             |
| 11         | 2         | —               | Freedom                                      | 10. Feb. 2015        | —                                     | Salim Akil  | Laurence Andries                                            |
| 12         | 3         | —               | Mary Jane Knows Best                         | 17. Feb. 2015        | —                                     | Regina King | Erica L. Anderson Idee: Mara Brock Akil & Erica L. Anderson |
| 13         | 4         | —               | Sleepless in Atlanta                         | 24. Feb. 2015        | —                                     | Regina King | Erika Graham                                                |
| 14         | 5         | —               | No Eggspectations                            | 3. März 2015         | —                                     | Salim Akil  | Njeri Brown & Melora Rivera                                 |
| 15         | 6         | —               | Pulling the Trigger                          | 10. März 2015        | —                                     | Salim Akil  | Adam Giaudrone                                              |
| 16         | 7         | —               | Let’s Go Crazy                               | 17. März 2015        | —                                     | Regina King | Mara Brock Akil                                             |
| 17         | 8         | —               | One Is the Loneliest Number                  | 24. März 2015        | —                                     | Regina King | Laurence Andries                                            |
| 18         | 9         | —               | Line in the Sand                             | 31. März 2015        | —                                     | Rob Hardy   | Erika Graham                                                |
| 19         | 10        | —               | Primetime                                    | 7. Apr. 2015         | —                                     | Rob Hardy   | Erika Graham & Craig Quinn                                  |
| 20         | 11        | —               | Reading the Signs                            | 14. Apr. 2015        | —                                     | Salim Akil  | Adam Giaudrone                                              |
| 21         | 12        | —               | Signing Off                                  | 14. Apr. 2015        | —                                     | Salim Akil  | Mara Brock Akil                                             |

## Staffel 3
Die Erstausstrahlung der dritten Staffel wurde vom 20. Oktober bis zum 15. Dezember 2015 auf dem US-amerikanischen Fernsehsender BET gesendet. Eine deutschsprachige Erstausstrahlung wurde noch nicht gesendet.
| Nr. (ges.) | Nr. (St.) | Deutscher Titel | Originaltitel                   | Erstausstrahlung USA | Deutschsprachige Erstausstrahlung (—) | Regie             | Drehbuch        |
| ---------- | --------- | --------------- | ------------------------------- | -------------------- | ------------------------------------- | ----------------- | --------------- |
| 22         | 1         | —               | PFacing Fears                   | 20. Okt. 2015        | —                                     | Salim Akil        | Mara Brock Akil |
| 23         | 2         | —               | Louie Louie                     | 20. Okt. 2015        | —                                     | Mario Van Peebles | Devon Shepard   |
| 24         | 3         | —               | Sparrow                         | 27. Okt. 2015        | —                                     | Salim Akil        | Keli Goff       |
| 25         | 4         | —               | Being Kara                      | 3. Nov. 2015         | —                                     | Mario Van Peebles | Adam Giaudrone  |
| 26         | 5         | —               | Hot Seat                        | 10. Nov. 2015        | —                                     | Neema Barnette    | Erika Graham    |
| 27         | 6         | —               | Don't Call It A Comeback        | 17. Nov. 2015        | —                                     | Neema Barnette    | Melora Rivera   |
| 28         | 7         | —               | If the Shoe Fits…               | 24. Nov. 2015        | —                                     | Regina King       | Devon Shepard   |
| 29         | 8         | —               | Wake Up Call                    | 1. Dez. 2015         | —                                     | Regina King       | Erika Graham    |
| 30         | 9         | —               | Purging and Cleansing           | 8. Dez. 2015         | —                                     | Oz Scott          | Adam Giaudrone  |
| 31         | 10        | —               | Some Things Are Black and White | 15. Dez. 2015        | —                                     | Oz Scott          | Mara Brock Akil |

## Staffel 4
Die Erstausstrahlung der vierten Staffel wurde vom 10. Januar bis zum 10. September 2017 auf dem US-amerikanischen Fernsehsender BET gesendet. 
| Nr. (ges.) | Nr. (St.) | Deutscher Titel | Originaltitel      | Erstausstrahlung USA | Deutschsprachige Erstausstrahlung (—) | Regie                 | Drehbuch                                     |
| ---------- | --------- | --------------- | ------------------ | -------------------- | ------------------------------------- | --------------------- | -------------------------------------------- |
| 32         | 1         | —               | Getting Nekkid     | 10. Jan. 2017        | —                                     | Mario Van Peebles     | Erica Kodish Shelton                         |
| 33         | 2         | —               | Getting Nekkid     | 17. Jan. 2017        | —                                     | Mario Van Peebles     | Rebecca Boss & Chris Masi                    |
| 34         | 3         | —               | Getting Real       | 31. Jan. 2017        | —                                     | Kat Candler           | Josef Sawyer Idee: Rebecca Boss & Chris Masi |
| 35         | 4         | —               | Getting Schooled   | 7. Feb. 2017         | —                                     | Kat Candler           | Angel Dean Lopez                             |
| 36         | 5         | —               | Getting Served     | 14. Feb. 2017        | —                                     | Rashaad Ernesto Green | Debra J. Fisher & Patrik-Ian Polk            |
| 37         | 6         | —               | Getting Home       | 21. Feb. 2017        | —                                     | Rashaad Ernesto Green | Debra J. Fisher & Patrik-Ian Polk            |
| 38         | 7         | —               | Getting Judged     | 28. Feb. 2017        | —                                     | Neema Barnette        | Rebecca Boss & Chris Masi                    |
| 39         | 8         | —               | Getting Risky      | 7. März 2017         | —                                     | Neema Barnette        | Angel Dean Lopez                             |
| 40         | 9         | —               | Getting Serious    | 14. März 2017        | —                                     | Adam Shankman         | Patrik-Ian Polk & Debra J. Fisher            |
| 41         | 10        | —               | Getting It         | 21. März 2017        | —                                     | Adam Shankman         | Erica Kodish Shelton                         |
| 42         | 11        | —               | Feeling Raw        | 18. Juli 2017        | —                                     | Darnell Martin        | Erica Kodish Shelton                         |
| 43         | 12        | —               | Feeling Conflicted | 25. Juli 2017        | —                                     | Darnell Martin        | Rebecca Boss & Chris Masi                    |
| 44         | 13        | —               | Feeling Exposed    | 1. Aug. 2017         | —                                     | Rashaad Ernesto Green | Patrik-Ian Polk                              |
| 45         | 14        | —               | Feeling Friendless | 8. Aug. 2017         | —                                     | Rashaad Ernesto Green | Debra J. Fisher                              |
| 46         | 15        | —               | Getting Hashtagged | 15. Aug. 2017        | —                                     | Adam Shankman         | Angel Dean Lopez                             |
| 47         | 16        | —               | Getting Ambushed   | 22. Aug. 2017        | —                                     | Adam Shankman         | Resheida Brady                               |
| 48         | 17        | —               | Feeling Lost       | 29. Aug. 2017        | —                                     | Nicole Rubio          | Rebecca Boss & Chris Masi                    |
| 49         | 18        | —               | Feeling Destined   | 5. Sep. 2017         | —                                     | Nicole Rubio          | Debra J. Fisher                              |
| 50         | 19        | —               | Feeling Seen       | 12. Sep. 2017        | —                                     | Kevin Rodney Sullivan | Angel Dean Lopez                             |
| 51         | 20        | —               | Feeling Tested     | 19. Sep. 2017        | —                                     | Kevin Rodney Sullivan | Erica Shelton Kodish & Patrik-Ian Polk       |